# Шуддходана
Шуддходана (с санскр. — «чистый рис») — отец Сиддхартхи Гаутамы Шакьямуни Будды (Будды), как говорят буддисты, «текущего мирового периода».
В палийском каноне о Шуддходане содержатся частичные сведения. Сведения из канона о нём комментируются в классическом тхеравадинском тексте Милиндапаньха («Вопросы царя Менандра»).
Шуддходана был раджой одного из северо-индийских княжеств, принадлежал к готре (семье) Гаутама (пали Готама). Своего сына он старался оградить от трудностей повседневного бытия, приказав построить для него три дворца, в которых тот проводил бы большую часть времени в неге и наслаждениях, так как Шуддходане было предсказано при рождении царевича, что он станет либо Великим Царём, который покорит Джамбудвипу (Индию, или в широком смысле слова — весь мир), либо Величайшим духовным лидером, но жизнь его будет сопряжена с аскезой.
Женой Шуддходаны была царица Махамайя, которая умерла сразу после рождения сына — Сиддхартхи.
По некоторым данным Шуддходана был не столько царём, сколько вождём, князем в республике с выборными должностями, успешно возглавляя её на протяжении многих лет.
Впоследствии Шуддходана был склонен принять учение Будды, его внук (сын Будды) Рахула принял Дхарму (Учение Будды) и впоследствии стал архатом, то есть смог реализовать дхарму. Буддизм приняли и другие цари: Бимбисара, Аджаташатру, и, наконец, примерно, через двести лет — Ашока, который, победив царство Калингу, раскаялся в кровопролитии и принял Дхарму, стал покровительствовать сангхе (буддийской общине).